# Antonio De Ferrariis
Antonio De Ferrariis, parfois écrit De Ferraris ou De Ferrari, dit le Galateo, né à Galatone (province de Lecce, Italie) vers 1445 et mort à Lecce le 12 novembre 1517, est un médecin et humaniste italien. Il a écrit, en latin, sous le nom d’Antonius Galateus (medicus) de nombreuses œuvres de caractère historique, philosophique et moral, littéraire ou médical, souvent dédiées à de grands personnages de son temps.

## Biographie
Antonio De Ferrariis est le fils de Pierre De Ferrariis, un notaire qui mourut alors qu'Antonio était encore enfant, et de Giovanna d'Alessandro. L'année de sa naissance était fixée à 1444 par une tradition quasi unanime, mais récemment D. Moro a donné des arguments solides pour dater sa naissance de 1448. Il appartenait à une famille d'origine grecque, attachée à une double culture latine et grecque ; son arrière-grand-père et son grand-père étaient des prêtres de l'église orthodoxe. Il reçoit sa formation de base des moines basiliens – qui ont, dans plusieurs établissements, maintenu la tradition des lettres grecques en Italie –, puis la complète à Nardò (cette ville située à une vingtaine de kilomètres au sud de Lecce était alors un centre intellectuel important), où il continue ses études littéraires et philosophiques et s'initie à la médecine et à la géographie. Il se rend enfin, vers 1465, à Naples, où il termine ses études.
Vers 1470, il est admis à l'Académie napolitaine ; durant cette période, il fréquente des humanistes et écrivains comme Giovanni Pontano, Théodore Gaza, Benedetto Gareth (it), dit le Chariteo, Galeazzo Caracciolo, Jacopo Sannazaro ou Ermolao Barbaro. Le 3 août 1474, avec le soutien de son ami Girolamo Castello, un médecin d'Este, il obtient à Ferrare le Privilegium in artibus et medicina qui lui permet d'exercer la médecine. Il séjourne rapidement à Venise, revient un temps à Naples où il est médecin à la cour de Ferdinand d'Aragon, puis s'installe comme médecin à Gallipoli, dans le Salento.
En 1478, il épouse Maria Lubelli, de la famille des barons de Sanarica ; elle lui donne cinq enfants : Antonino, Lucrezia, Galeno, Betta e Francesca. Vers la même époque, il achète une villa à Trepuzzi, village proche de Lecce, au nord-ouest.
Dans les années qui suivent, il alterne les séjours à Naples, à la cour de Ferdinand Ier puis de son successeur Alphonse II et enfin de Frédéric Ier, et dans le Salento. En 1501, il revient définitivement dans les Pouilles. Il fait un séjour en 1503 à Bari, auprès d'Isabelle d'Aragon. En 1510, il se rend à Rome auprès du pape Jules II.
La période qui va de 1495 à sa mort en 1517 est la plus productive du point de vue littéraire.

## Œuvres
Parmi une production très abondante, en latin :
- De situ Iapygiae.
- De dignitate disciplinarum.
- Esposizione del Pater noster. C'est la seule œuvre qui ne soit pas en latin.
- Dialogus de Heremita.
- De podagra[7] (« Au sujet de la goutte »).
- Vituperatio litterarum, dans laquelle il soutient que la littérature doit avoir d'abord une fonction éducative.

## Éditions
- L'édition la plus complète (mais de médiocre qualité) de ses œuvres se trouve dans : Collana di opere scelte edite e inedite di scrittori di Terra d'Otranto, a cura di S. Grande, vol. II-IV, XVIII, XXII, Lecce, 1867-75.
- A. De Ferrariis Galateo, Epistole, edizione critica a cura di A. Altamura, Lecce, 1959.